# ベイシジン
ベイシジン（英: basigin、BSG）、EMMPIRIN（extracellular matrix metalloproteinase inducer）、もしくはCD147（cluster of differentiation 147）は、ヒトではBSG遺伝子にコードされるタンパク質である。このタンパク質はOk血液型の決定因子である。Ok血液型には3種類の抗原が知られており、最も一般的なOka（OK1とも呼ばれる）のほか、OK2、OK3がある。ベイシジンは、ヒトのマラリア寄生虫である熱帯熱マラリア原虫Plasmodium falciparumにとって必須な赤血球上の受容体であることが示されている。ベイシジンの一般的なアイソフォーム（ベイシジン-2、basigin-2）は免疫グロブリンドメインを2つ持つのに対し、より長いアイソフォームであるベイシジン-1（basigin-1）は3つ持つ。

## 機能
ベイシジンは免疫グロブリンスーパーファミリーの一員であり、その構造はこのファミリーの原始的形態と関連していると考えられている。このスーパーファミリーのメンバーはさまざまな免疫学的現象、分化、発生過程における細胞間認識に基礎的な役割を果たしており、ベイシジンもまた細胞間認識に関与していると考えられている。
ベイシジンはメタロプロテアーゼ誘導能を持つほか、精子形成、モノカルボン酸トランスポーターの発現、リンパ球の反応性など、いくつかの機能を調節する。ベイシジンはシクロフィリンタンパク質CypA、CypBや特定種のインテグリンなど、多種のリガンドを持つI型膜貫通受容体である。ベイシジンはS100A9やGPVIの受容体としても機能し、そしてベイシジン-1は桿体由来錐体生存因子（RdCVF）の受容体として機能する。ベイシジンは、上皮細胞、内皮細胞、神経前駆細胞、白血球など、多くの細胞種で発現している。ヒトのベイシジン（ベイシジン-2）は269アミノ酸からなり、N末端の細胞外領域には高度な糖鎖修飾が行われたC2型Ig様ドメインが2つ形成されている。また、細胞外領域にさらにもう1つのIg様ドメインを持つ形態のもの（ベイシジン-1）も同定されている。

## 相互作用
ベイシジンはユビキチンCと相互作用することが示されている。
ベイシジンはマウスの網膜において、モノカルボン酸トランスポーター（MCT）と複合体を形成していることが示されている。ベイシジンはMCTを膜へ適切に配置するために必要なようである。ベイシジンのヌルマウスでは、MCTへの膜への組み込みの欠陥が網膜色素上皮への栄養素の輸送の欠陥と直接的に関係している可能性がある。MCT1、3、4によって輸送される乳酸は発生中の網膜色素上皮に必須の栄養素であり、ヌルマウスでは視覚の喪失が引き起こされる。
ベイシジンはEndo180（MRC2）受容体の4番目のC型レクチンドメインと相互作用し、上皮間葉転換を抑制する複合体を形成する。この複合体が破壊された場合には前立腺上皮細胞の浸潤性が誘導され、前立腺がんの予後不良と関係している。

## 調節
アトルバスタチンはCD147とMMP-3の発現を抑制することが示されている。スタチンはCD147の発現、構造、機能を変化させる。

## マラリアにおける役割
P. falciparumの大部分の系統にとって、ベイシジンは赤血球への侵入に必須の受容体である。P. falciparumはヒトのマラリアの原因となるマラリア原虫の中で最もビルレンスが高い種である。ベイシジンのリガンドとなる寄生虫タンパク質Rh5に対する抗体の開発によって、マラリアに対するよりよいワクチンが見つかることが期待されている。

## SARS-CoV-2感染（COVID-19）における役割
宿主細胞が発現しているベイシジン（CD147）はSARS-CoV-2のスパイクタンパク質に結合する可能性があり、おそらく宿主細胞への侵入と関係している。ヒト化抗CD147抗体であるメプラズマブ（meplazumab）はSARS-CoV-2肺炎患者に対する試験が行われた。しかしながらベイシジンとSARS-CoV-2との関係については議論があり、ベイシジンがスパイクタンパク質の結合や肺細胞への感染の促進に関与している直接的証拠は得られなかったとする報告もある。
また、CD147は血小板や巨核球へのSARS-CoV-2の侵入のための受容体となっており、一般的なかぜの原因となるコロナウイルスであるCoV-OC43とは異なる、血小板の過剰な活性化と血栓症の原因となっていることが示唆されている。巨核球をSARS-CoV-2と共に培養すると、LGALS3BPやS100A9といった炎症性転写産物が有意に増加する。抗CD147抗体によって遮断を行うことで、SARS-CoV-2共培養後の巨核球でのS100A9やS100A8の発現は有意に低下する。これらのデータは、巨核球や血小板はおそらくACE2非依存的機構によって、SARS-CoV-2のビリオンを積極的に取り込んでいることを示唆している。SARS-CoV-2処理によって血小板がCD147依存的に活性化されることは、他の研究でも報告されている。

## 関連文献
- “Basigin (CD147): a multifunctional transmembrane protein involved in reproduction, neural function, inflammation and tumor invasion”. Histology and Histopathology 18 (3):  981–987. (July 2003). doi:10.14670/HH-18.981. PMID 12792908.
- “Roles of the multifunctional glycoprotein, emmprin (basigin; CD147), in tumour progression”. Thrombosis and Haemostasis 93 (2):  199–204. (February 2005). doi:10.1160/TH04-08-0536. PMID 15711733.
- “Human leukocyte activation antigen M6, a member of the Ig superfamily, is the species homologue of rat OX-47, mouse basigin, and chicken HT7 molecule”. Journal of Immunology 149 (3):  847–854. (August 1992). PMID 1634773.
- “Partial sequencing and characterization of the tumor cell-derived collagenase stimulatory factor”. Archives of Biochemistry and Biophysics 285 (1):  90–96. (February 1991). doi:10.1016/0003-9861(91)90332-D. PMID 1846736.
- “The human tumor cell-derived collagenase stimulatory factor (renamed EMMPRIN) is a member of the immunoglobulin superfamily”. Cancer Research 55 (2):  434–439. (January 1995). PMID 7812975.
- “Mapping basigin (BSG), a member of the immunoglobulin superfamily, to 19p13.3”. Cytogenetics and Cell Genetics 64 (3–4):  195–197. (1993). doi:10.1159/000133573. PMID 8404035.
- “Human keratinocytes express EMMPRIN, an extracellular matrix metalloproteinase inducer”. The Journal of Investigative Dermatology 106 (6):  1260–1265. (June 1996). doi:10.1111/1523-1747.ep12348959. PMID 8752667.
- “The Oka blood group antigen is a marker for the M6 leukocyte activation antigen, the human homolog of OX-47 antigen, basigin and neurothelin, an immunoglobulin superfamily molecule that is widely expressed in human cells and tissues”. European Journal of Immunology 27 (4):  891–897. (April 1997). doi:10.1002/eji.1830270414. PMID 9130641.
- “Generation of monoclonal antibodies to integrin-associated proteins. Evidence that alpha3beta1 complexes with EMMPRIN/basigin/OX47/M6”. The Journal of Biological Chemistry 272 (46):  29174–29180. (November 1997). doi:10.1074/jbc.272.46.29174. PMID 9360995.
- “Characterization of the gene for human EMMPRIN, a tumor cell surface inducer of matrix metalloproteinases”. Gene 220 (1–2):  99–108. (October 1998). doi:10.1016/S0378-1119(98)00400-4. PMID 9767135.
- “EMMPRIN (CD147), an inducer of matrix metalloproteinase synthesis, also binds interstitial collagenase to the tumor cell surface”. Cancer Research 60 (4):  888–891. (February 2000). PMID 10706100.
- “CD147 is tightly associated with lactate transporters MCT1 and MCT4 and facilitates their cell surface expression”. The EMBO Journal 19 (15):  3896–3904. (August 2000). doi:10.1093/emboj/19.15.3896. PMC 306613. PMID 10921872.
- “CD147 is a signaling receptor for cyclophilin B”. Biochemical and Biophysical Research Communications 288 (4):  786–788. (November 2001). doi:10.1006/bbrc.2001.5847. PMID 11688976.
- “Active site residues of cyclophilin A are crucial for its signaling activity via CD147”. The Journal of Biological Chemistry 277 (25):  22959–22965. (June 2002). doi:10.1074/jbc.M201593200. PMID 11943775.
- “Extracellular matrix metalloproteinase inducer (EMMPRIN) is induced upon monocyte differentiation and is expressed in human atheroma”. Arteriosclerosis, Thrombosis, and Vascular Biology 22 (7):  1200–1207. (July 2002). doi:10.1161/01.ATV.0000021411.53577.1C. PMID 12117738.
- “Breast cancer cell-derived EMMPRIN stimulates fibroblast MMP2 release through a phospholipase A(2) and 5-lipoxygenase catalyzed pathway”. Oncogene 21 (37):  5765–5772. (August 2002). doi:10.1038/sj.onc.1205702. PMID 12173047.
- “EMMPRIN (CD 147) is expressed in Hodgkin's lymphoma and anaplastic large cell lymphoma. An immunohistochemical study of 60 cases”. Anticancer Research 22 (4):  1983–1986. (2002). PMID 12174874. INIST:14501263 NAID 10020332737.